# Controlador de tráfego aéreo
Controlador de tráfego aéreo (também conhecido internacionalmente pelo acrônimo ATCO, do inglês Air Traffic Controller) é a pessoa encarregada de separar o tráfego  de aeronaves no espaço aéreo e nos aeroportos de modo seguro, ordenado e rápido. Trata-se de uma ocupação profissional geralmente ligada ao Estado. Os controladores de tráfego aéreo trabalham emitindo autorizações aos pilotos, ou seja, dando instruções e informações necessárias dentro do espaço aéreo de sua jurisdição com o objetivo de prevenir colisões entre aeronaves e entre aeronaves e obstáculos nas imediações dos aeroportos.
No Brasil, o controlador de tráfego aéreo é o elo do Sistema de Controle do Espaço Aéreo Brasileiro (SISCEAB) que faz a interface mais próxima a um acidente aeronáutico. Por isso seu trabalho é muito específico.
Antigamente havia a denominação "controlador de voo" a partir de cursos que levavam esse nome e que também existiam em outros países, mas com o tempo e com a crescente especialização dessa atividade, a denominação internacional "controlador de tráfego aéreo" é a tendência a ser utilizada.

## Formação
No Brasil, os controladores de tráfego aéreo são formados em dois locais: os controladores civis são formados na cidade de São José dos Campos, no ICEA - Instituto de Controle do Espaço Aéreo e os militares são formados na cidade de Guaratinguetá na EEAR - Escola de Especialistas da Aeronáutica. Ambas as instituições são da área de ensino da Força Aérea Brasileira.

## Ocupação Profissional
Na maioria dos países signatários da Convenção de Chicago a atividade de controlador de tráfego aéreo é reconhecida como profissão. No Brasil, apesar da grande importância desta função, ainda não há o reconhecimento desta atividade como profissão, até porque ela é ainda desconhecida da sociedade em geral, que só veio tomar conhecimento de sua existência praticamente depois do acidente entre o
Boeing da Gol Linhas Aéreas Inteligentes e o Embraer Legacy em 29 de setembro de 2006.

## Complexidade
Esta atividade torna-se cada vez mais complexa devido ao crescente número de aeronaves que cruzam o espaço aéreo e ao surgimento de aeronaves cada vez mais modernas e rápidas, as quais voam conjuntamente com outras mais antigas e lentas. Os controladores de tráfego aéreo necessitam de diversas habilidades para exercer, de maneira eficiente, o seu trabalho. Dentre outras, eles precisam das seguintes habilidades:
- raciocínio rápido;
- controle emocional;
- raciocínio espacial;

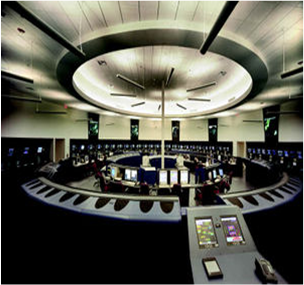
Controladores de Tráfego Aéreo - APP.

- capacidade de rápida adaptação às mudanças operacionais;
- capacidade de atuar em grupo;
- capacidade física e orgânica para atuar seja dia ou noite.

## Responsabilidade
O controlador de tráfego aéreo possui enorme grau de responsabilidade. Uma falha pode significar a perda simultânea de centenas de vidas. Dentre os serviços prestados pelo controlador às aeronaves, o serviço de Vetoração Radar é o que confere ao controlador o maior nível de responsabilidade. No ato da prestação deste serviço, o controlador literalmente assume a navegação da aeronave transmitindo instruções de velocidade, proa e altitudes a serem executadas pelo piloto. Além da segurança dos passageiros e tripulantes, a atuação do controlador, seja adequada ou inadequada, pode significar, respectivamente, economia ou prejuízo para as companhias aéreas e para a aviação geral. O avião deixou de ser um transporte somente de pessoas a passeio e transformou-se no mais importante meio de transporte. Sabe-se hoje que as crises do setor aéreo podem afetar a vida política, comercial e social de um país. Recentemente (2006), após a crise e os desastres ocorridos, a sociedade pode conferir a importância do controlador de tráfego aéreo.

## Estresse
A profissão de controlador de tráfego aéreo é a segunda mais estressante. Veja, segundo a ISMA–BR (International Stress Management Association)[carece de fontes?], quais as profissões mais estressantes:
1. Controlador de tráfego aéreo e motorista de ônibus.
2. Policial e segurança.
3. Atendimento ao público (área de cobrança), executivo e bancário.

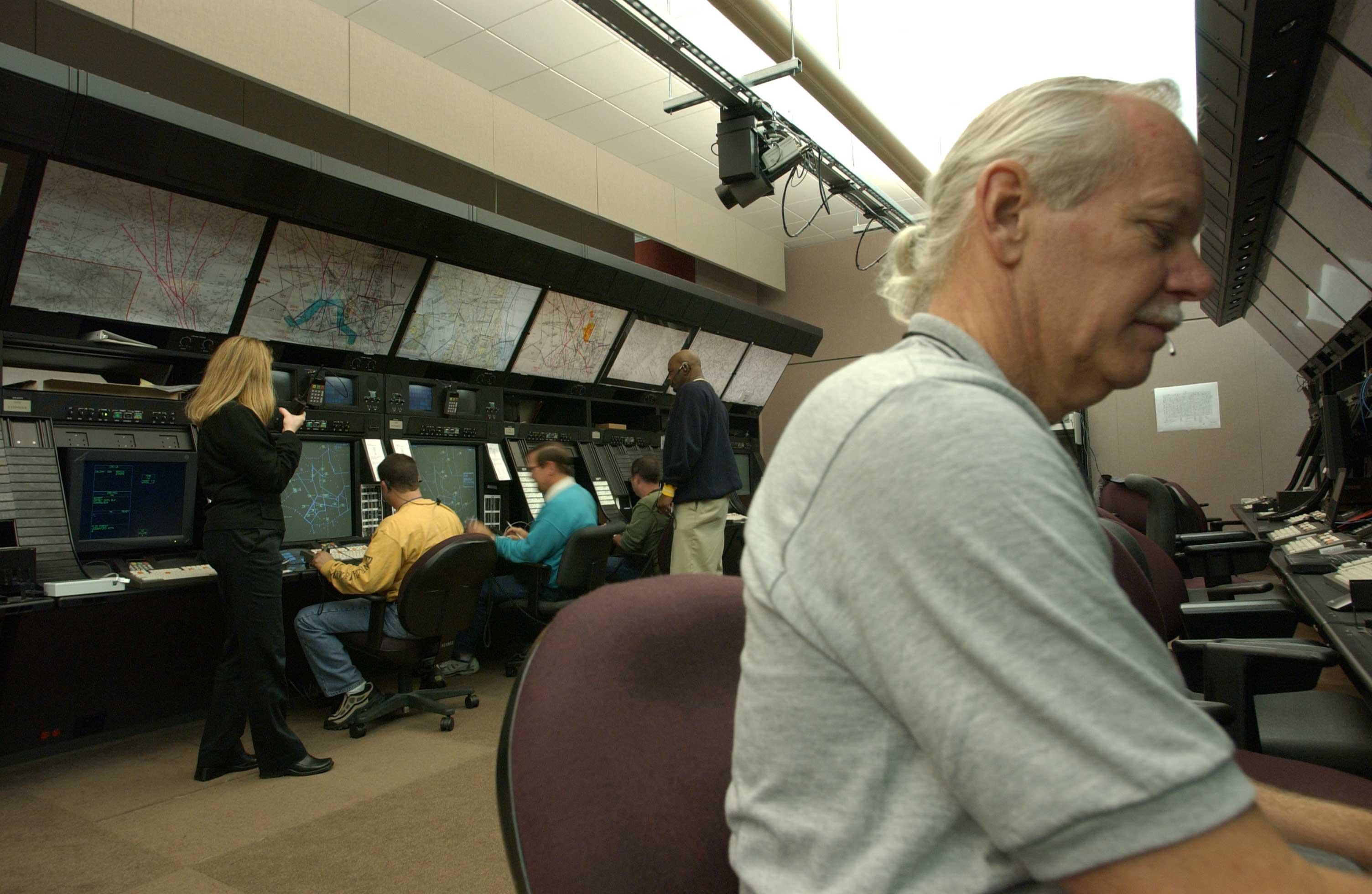
Controladores de Tráfego Aéreo - ACC.

## Áreas de Atuação
Diferentemente de outros profissionais, o controlador de tráfego aéreo não pode ser facilmente alocado de uma área de trabalho para outra. Para isso são necessários meses de treinamento e adaptação a fim de obter o nível adequado de operacionalidade na nova localidade. A atividade é tão complexa que é dividida em cinco áreas:
- Centro de Controle de Área;
- Controle de Aproximação;
- Torre de Controle;
- Busca e Salvamento; e
- Defesa Aérea.

Mesmo após formado, o controlador que for alocado de uma área para outra, ou de uma localidade para outra dentro da mesma área de atuação, precisa passar por meses de estágio operacional a fim de tornar-se capaz de realizar o serviço.